# Чеглов, Михаил Петрович
Михаил Петрович Чеглов (26 сентября (8 октября) 1876 — 4 августа 1931) — российский военный деятель, генерал-майор (1916), участник Русско-японской, Первой мировой войн и Белого движения.

## Биография
После окончания реального училища выдержал экзамен при 3-м Московском кадетском корпусе. В службу вступил 23.07.1894. Окончил военно-училищный курс Московского пехотного юнкерского училища (1896). Выпущен в Варшавскую крепостную артиллерию.
Подпоручик (старшинство с 12.08.1896).
Поручик (старшинство с 12.08.1899).
1902 — окончил Николаевскую академию Генерального штаба по 1-му разряду.
Штабс-капитан (старшинство с 28.05.1902). Отбывал лагерный сбор в Варшавском ВО.
31.10.1902 — 01.03.1904 — отбывал цензовое командование ротой в 6-м Финляндском стрелковом полку
Участник Русско-японской войны 1904 — 1905.
11.02.1904 — 27.06.1906 — ст. адъютант штаба 5-й Восточно-Сибирской стрелковой дивизии.
Капитан (старшинство с 28.03.1904).
Подполковник (старшинство с 02.04.1906).
27.06.1906 — 05.12.1908 — штаб-офицер для особых поручений при штабе 3-го Сибирского армейского корпуса
05.12.1908 — 15.03.1911 — начальник штаба Очаковской крепости.
04.05. — 03.09.1909 — отбывал цензовое командование батальоном в 208-м пехотном резервном Очаковском полку.
15.03.1911 — 01.09.1913 — штаб-офицер для поручений при штабе Одесского ВО.
Полковник (старшинство с 06.12.1911).
01.09.1913 — 15.09.1914 — ст. адъютант штаба Одесского ВО.

## Первая мировая война
С 15.09.1914 — начальник штаба 62-й пехотной дивизии.
22.01.1915 — 02.05.1916 — командир 27-го пехотного Витебского полка.
Начальник штаба 27-й пехотной дивизии (02.05.—31.08.1916).
Генерал-майор (приказ 24.07.1916; старшинство с 08.03.1916 за боевые отличия).
31.08.1916 начальник штаба 55-й пехотной дивизии.
В 1917 — командующий 55-й пехотной дивизией.
Генерал-квартирмейстер штаба Особой армии (до 05.09.1917).
С 05.09.1917 — командующий 122-й пехотной дивизией.

## Гражданская война и эмиграция
В Добровольческую армию прибыл летом 1918, во время Второго Кубанского похода.
В конце 1918 — начальник Ставропольской школы прапорщиков. После отступления Белой армии, прибыл в Крым.
04.1920 — 01.04.1921 — начальник Константиновского пехотного училища. Возглавляемое им училище приняло участие в десанте генерала Улагая на Кубань, проявив особую доблесть в боях. В конце 1920 вместе с училищем прибыл в Галлиполи. После переезда в Болгарию приехал во Францию, где был активным участником деятельности в отделе РОВСа.
Скончался после тяжелой болезни в Шавиле, под Парижем. Похоронен на местном кладбище.

## Награды
- Орден Св. Владимира 4-й ст. с мечами и бантом (1905);
- Орден Св. Анны 4-й ст. (1905);
- Орден Св. Станислава 3-й ст. с мечами и бантом (1906);
- Орден Св. Анны 3-й ст. с мечами и бантом (1907);
- Орден Св. Станислава 2-й ст. (11.05.1912);
- Георгиевское оружие (ВП 29.05.1915);
- Орден Св. Анны 2-й ст. с мечами (ВП 17.02.1916);
- Орден Св. Владимира 3-й ст. с мечами (ВП 20.04.1916);
- Орден Св. Георгия 4-й ст. (ВП 07.11.1916; за отличия в 27-м пехотном Витебском полку).